# Fritiof Svensson
Konrad Martin Fritiof Svensson (Bälinge, 2 giugno 1896 – Stoccolma, 5 marzo 1961) è stato un lottatore svedese, specializzato nella lotta greco-romana.

## Palmarès
- Giochi olimpici

Anversa 1920: bronzo nei pesi piuma.
- Mondiali

Stoccolma 1922: oro nei -58 kg.